# إيفو إينادا
إيفو إينادا (بالإنجليزية: Ifu Ennada)‏ (مواليد 23 يوليو في ولاية لاغوس)، هي مُمثلة نيجيرية.

## وصلات خارجية
إيفو إينادا في قاعدة بيانات الأفلام على الإنترنت